# Heinrich Ströbel
Heinrich Ströbel (Bad Nauheim, 7 giugno 1879 – Zurigo, 11 gennaio 1944) è stato un politico e giornalista tedesco.

## Biografia
Giornalista socialista, fu membro del comitato editoriale del Vorwärts, rivista sulla quale pubblicò una dichiarazione contro la prima guerra mondiale assieme a Kurt Eisner. Dal 1908 al 1918 sedette al Landtag prussiano, dove si schierò nell'ala sinistra. Nel 1918 fece parte del governo prussiano tra le file del Partito Socialdemocratico Indipendente di Germania (USPD), poi l'anno successivo tornò tra i socialdemocratici (SPD).
Dal 1922 sedette al Reichstag della Repubblica di Weimar. Attaccò spesso il regime sovietico. Nel 1931 venne espulso dal partito assieme a Kurt Rosenfeld e Max Seydewitz.